# Organy w bazylice licheńskiej

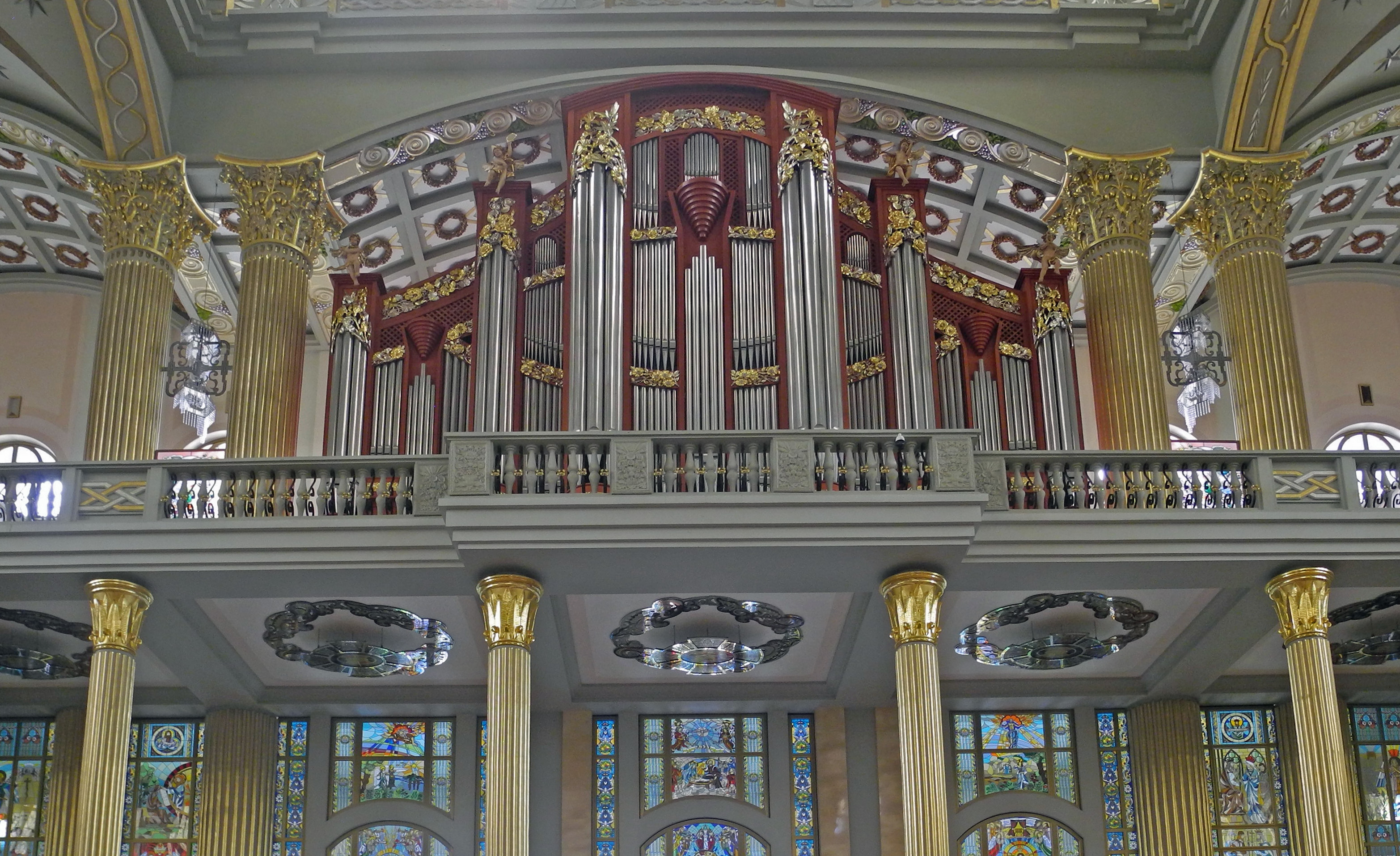
Centralna część organów południowych (głównych)

Rozmieszczenie sekcji organów we wnętrzu bazyliki:
1 – organy zachodnie (barokowe),
2 – pozytyw prezbiterialny zachodni (organy włoskie),
3 – organy południowe (symfoniczne),
4 – kontuar główny,
5 – pozytyw prezbiterialny wschodni (organy flamandzkie),
6 – organy wschodnie (hiszpańskie)

Organy w bazylice licheńskiej – 157-głosowy zespół organowy w bazylice Najświętszej Maryi Panny Licheńskiej w Licheniu Starym. Największe organy w Polsce, piąte w Europie i czternaste na świecie (dziesiąte w budynkach sakralnych). Inspirowane koncepcją brzmieniową projektu organów dla Bazyliki św. Piotra w Rzymie autorstwa Aristide'a Cavaillé-Colla z 1875, zaprojektowane przez prof. Andrzeja Chorosińskiego i zbudowane w latach 2002–2007 przez firmę Zych Zakłady Organowe z Wołomina koło Warszawy. Składają się z pięciu, ulokowanych w ośmiu szafach części, z których dwie posiadają własne stoły gry; cały zespół organowy obsługiwany jest elektronicznie z kontuaru zainstalowanego w prezbiterium.

## Historia
Oferty dotyczące budowy organów składane były od początku budowy bazyliki licheńskiej w 1992. W 2002 firma Zych Zakłady Organowe z Wołomina przedstawiła kosztorys, a 21 sierpnia tego roku podpisała ze zgromadzeniem marianów umowę na budowę pierwszej części instrumentu – barokowych organów zachodnich. Projekt wykonany został przez prof. Andrzeja Chorosińskiego, który prowadził również autorski nadzór nad budową zakończoną w czerwcu 2003. Od połowy 2003 do jesieni 2005 trwała budowa głównej części całego zespołu organowego – organów południowych (symfonicznych). Następnie zbudowano organy wschodnie (hiszpańskie), pozytyw prezbiterialny zachodni (organy włoskie), pozytyw prezbiterialny wschodni (organy flamandzkie) oraz zainstalowano kontuar główny. Wszystkie prace montażowe, intonacyjne i strojenie zakończono przed 2 lipca 2006, kiedy instrument zabrzmiał po raz pierwszy na uroczystej mszy podczas wprowadzenia obrazu Matki Boskiej Licheńskiej. Odbiór techniczny i artystyczny przeprowadzono 1 sierpnia 2006; tego samego dnia podpisano protokół odbioru technicznego. Po odbiorze techniczno-artystycznym trwały jeszcze prace związane ze zdobieniami prospektów. Oficjalne oddanie do użytku odbyło się podczas mszy świętej o godz. 12:00, 2 lipca 2007.

## Budowa
W skład całego zespołu organowego wchodzą 12323 piszczałki zgrupowane w 157 głosach i pięciu, rozmieszczonych w akustycznie uzasadnionych miejscach bazyliki częściach:
- organy południowe (81 głosów, 4 manuały i pedał)[10],
- organy zachodnie (51 głosów, 2 manuały i pedał)[9],
- organy wschodnie (8 głosów)[14],
- pozytyw prezbiterialny zachodni (7 głosów)[15],
- pozytyw prezbiterialny wschodni (8 głosów)[16].

Organy południowe i zachodnie są w pełni samodzielnymi instrumentami i mogą być obsługiwane z własnych stołów gry lub z kontuaru głównego. Organy wschodnie i oba pozytywy prezbiterialne nie mają własnych stołów gry i obsługiwane są z kontuaru głównego. Kontuar główny umieszczony jest w prezbiterium i połączony elektrycznie ze wszystkimi częściami instrumentu.
Generalnym wykonawcą instrumentu była firma Zych Zakłady Organowe z Wołomina – zakres prac obejmował projekt i wykonanie szaf organowych, wiatrownic, traktur gry i rejestrów, piszczałek i rezonatorów drewnianych, część piszczałek metalowych oraz montaż wszystkich elementów, intonację i strojenie. Podwykonawcy, działając na zlecenie firmy Zych, zrealizowali pozostałe prace:
- konstrukcje stalowe dla instrumentów – firma KOART Krzysztof Cieplak,
- stoły gry, elektronika, Zimbelstern, dzwony rurowe – Otto Heus GmbH z Lich w Niemczech,
- piszczałki prospektowe organów zachodnich – Aug. Laukhuff GmbH & C. KG z Weikersheim w Niemczech,
- piszczałki prospektowe organów południowych – Jacques Stinkens Orgelpijpenmakers B. V. z Zeist w Holandii,
- głosy języczkowe do organów zachodnich, wschodnich i pozytywu wschodniego – Suddeutsche Orgelpfeifenfabrik Roland Killinger GmbH z Freibergu nad Neckarem,
- głosy języczkowe do organów południowych – Orguian Lda. z Avidos w Portugalii,
- metalowe głosy labialne – Ryszard Chaciński z Kobyłki koło Warszawy,
- elementy dekoracyjne i zdobienia wszystkich szaf organowych – Janusz Regulski i Tomasz Kuśnierz z Sochaczewa koło Warszawy,
- złocenie elementów dekoracyjnych – Henryk Kwiatkowski z Poznania.

Koncepcja brzmieniowa instrumentu bazuje na niezrealizowanym projekcie organów symfonicznych z 1875, dla Bazyliki św. Piotra w Rzymie, autorstwa jednego z najsłynniejszych na świecie organmistrzów Aristide'a Cavaillé-Colla. Podstawą koncepcji watykańskiej było siedem zespołów brzmieniowych zbudowanych z głosów orkiestrowych pogrupowanych w „kwartety orkiestrowe” – (I) chóry pryncypałowe, (II) fletowe, (III) smyczkujące i (IV) języczkowe. Ta koncepcja została zrealizowana w organach licheńskich w dziewięciu sekcjach umieszczonych w organach południowych (5 sekcji), zachodnich (3 sekcje) i wschodnich (1 sekcja). Pozytywy prezbiterialne są oryginalnym dodatkiem do koncepcji watykańskiej.

### Organy południowe
Organy południowe są podstawowym instrumentem całego zespołu organowego. Umieszczone są na emporze nad wejściem do bazyliki, w trzech oddzielnych szafach w osiach nawy głównej i naw bocznych; mają 81 głosów i wyposażone są w stół gry z czterema manuałami i pedałem. W szafach bocznych znajduje się kilka głosów pedałowych (w lewej – dźwięki diatoniczne od C, w prawej – chromatyczne od Cis); pozostałe głosy znajdują się w szafie głównej. W organach południowych znajdują się – należące do głosu Subkontrabas 32′ – największe otwarte piszczałki drewniane całego instrumentu. Najdłuższa ma wysokość 10 metrów. Największa piszczałka cynowa umieszczona jest w prospekcie szafy głównej – ma wysokość 783 cm, średnicę 31 cm i waży 150 kg.
Traktura rejestrów jest elektryczna, a traktura gry mieszana – część wiatrownic ma mechaniczną, a wszystkie elektryczną (do połączenia z kontuarem głównym). Wszystkie kopulacje są elektryczne. Obsługiwany z trzeciego manuału zespół brzmieniowy Récit-expressif zamknięty jest w szafie ekspresyjnej sterowanej wałkiem crescendo i dźwignią nożną. Stół gry wbudowany jest centralnie w cokół prospektu; posiada pamięć cyfrową typu Setzer z możliwością programowania kilku tysięcy kombinacji głosów. Organy południowe ważą w sumie 50 ton: 20 ton – stalowa konstrukcja, 30 ton – pozostałe elementy (obudowa, wiatrownice, piszczałki itd.). Jako samodzielny instrument, przeznaczone sa do wykonywania utworów typowych dla XIX-wiecznego symfonizmu francuskiego.
Dyspozycja organów południowych:
| Manuał I Grand-Orgue (C–c4) | Manuał II Positif (C–c4) | Manuał III Récit-expressif (C–c4) | Manuał IV Solo (C–c4)                                                              | Pedał Pédale (C–g1) |
| --- | --- | --- | ---------------------------------------------------------------------------------- | --- |
| 1. Bourdon 16′ 2. Pryncypał 16′ 3. Pryncypał 8′ 4. Flet harmon. 8′ 5. Gamba 8′ 6. Kopula 8′ 7. Dolce 8′ 8. Kwinta 5 1/3′ 9. Flet 4′ 10. Pryncypał 4′ 11. Salicet 4′ 12. Tercja 3 1/5′ 13. Kwinta 2 2/3′ 14. Doublette 2′ 15. Gr. Fourniture IV–V 16. Mixtura IV 17. Gr. Cymbel V 18. Cymbel IV 19. Bombard 16′ 20. Fagot 16′ 21. Trompet 8′ 22. Obój 8′ 23. Clairon 4′ | 1. Violon 16′ 2. Flet harmon. 8′ 3. Diapason 8′ 4. Salicionał 8′ 5. Flet 4′ 6. Pryncypał 4′ 7. Viola 4′ 8. Kwinta 2 2/3′ 9. Sesquialtera III 10. Picolo 2′ 11. Plein jeu V 12. Szarf III 13. Dulcjan 16′ 14. Cromorne 8′ 15. Clarinette 8′ 16. Jannhorn 8′ | 1. Gedeckt 16′ 2. Rurflet 8′ 3. Flute traversière 8′ 4. Pryncypał 8′ 5. Gamba 8′ 6. Voix céleste 8′ 7. Flute traversière 4′ 8. Oktawa 4′ 9. Viola 4′ 10. Nasard 2 2/3′ 11. Doublette 2′ 12. Cornet III–V 13. Fourniture IV–V 14. Basson 16′ 15. Trompet 8′ 16. Obój 8′ 17. Vox humana 8′ 18. Clairon harmon. 4′ | 1. Flauto major 8′ 2. Gamba 8′ 3. Keraulophon 8′ 4. Cornet 5′ 5. Tuba Mirabilis 8′ | 1. Subkontrabas 32′ 2. Subbas 16′ 3. Pryncypał 16′ 4. Violonbas 16′ 5. Kwintbas 10 2/3′ 6. Flet 8′ 7. Fletbas 8′ 8. Oktawbas 8′ 9. Cello 8′ 10. Chorał 4′ 11. Sesquialtera III 12. Okaryna 2′ 13. Hintersatz V 14. Mixtur IV 15. K. Bombard 32′ 16. Bombard 16′ 17. Quinttrompet 10 2/3′ 18. Trompet 8′ 19. Clairon 4′ |
| Urządzenia dodatkowe: tremolo, wałek crescendo, wyłącznik głosów języczkowych, tutti Ciśnienie powietrza [mm słupa wody]: Grand-Orgue 95/102, Positif 94, Récit-expressif 100, Solo 180 (Tuba Mirabilis 450), Pédale 110 | | |                                                                                    | |

### Organy zachodnie
Organy zachodnie umieszczone są na emporze w lewym skrzydle transeptu; mają 51 głosów, Zimbelstern (wirującą gwiazdę z dzwonkami), tympan (urządzenie wydające odgłos burzy), tremolo, i wyposażone są w stół gry z dwoma manuałami i pedałem. Traktura rejestrów jest elektryczna, a traktura gry mieszana – część wiatrownic ma mechaniczną, a wszystkie elektryczną (do połączenia z kontuarem głównym). Wszystkie kopulacje oraz łączniki oktawowe są elektryczne. Obsługiwany z drugiego manuału zespół brzmieniowy Schwellwerk zamknięty jest w szafie ekspresyjnej sterowanej wałkiem crescendo i dźwignią nożną. Stół gry wbudowany jest centralnie w cokół prospektu; posiada pamięć cyfrową typu Setzer z możliwością programowania kilku tysięcy kombinacji głosów. Organy zachodnie ważą w sumie 30 ton: 8 ton – stalowa konstrukcja, 22 tony – pozostałe elementy (obudowa, wiatrownice, piszczałki itd.). Jako samodzielny instrument, przeznaczone są do wykonywania utworów barokowych.
Dyspozycja organów zachodnich:
| Manuał I Hauptwerk (C–c4) | Manuał II Schwellwerk (C–c4) | Pedał Pedal (C–g1) |
| --- | --- | --- |
| 1. Pryncypał 16′ 2. Flet otwarty 8′ 3. Flet kryty 8′ 4. Pryncypał 8′ 5. Gemshorn 8′ 6. Gamba 8′ 7. Szpicflet 4′ 8. Oktawa 4′ 9. Viola 4′ 10. Kwinta 2 2/3′ 11. Superoktawa 2′ 12. Flażolet 1′ 13. Kornet V 14. Mixtura V 15. Mixtura IV 16. Trompet 16′ 17. Trompet 8′ 18. Trompet 4′ | 1. Kwintadena 16′ 2. Rurflet 8′ 3. Pryncypał 8′ 4. Salicet 8′ 5. Traversflet 4′ 6. Prestant 4′ 7. Gemshorn 4′ 8. Nasard 2 2/3′ 9. Picolo 2′ 10. Oktawa 2′ 11. Tercja 1 3/5′ 12. Kwinta 1 1/3′ 13. Nona 8/9′ 14. Szarf V 15. Dulcjan 16′ 16. Krummhorn 8′ 17. Klarnet 8′ 18. Dzwony rurowe | 1. Bourdon 32′ 2. Subbas 16′ 3. Pryncypał 16′ 4. Violonbas 16′ 5. Fletbas 8′ 6. Oktawbas 8′ 7. Cello 8′ 8. Flet kryty 4′ 9. Chorał 4′ 10. Sesquialtera II 11. Mixtura IV 12. Bombard 16′ 13. Fagot 16′ 14. Trompet 8′ 15. Clairon 4′ |
| Urządzenia dodatkowe: tremolo, zimbelstern, tympan, crescendo Ciśnienie powietrza [mm słupa wody]: Hauptwerk 95/105, Schwellwer 95, Pedal 130 | | |

### Organy wschodnie
Organy wschodnie umieszczone są w dwóch bliźniaczych szafach, we wschodnim skrzydle transeptu, na emporze nad Kruchtą Czterech Ewangelistów. Posiadają 8 głosów, klapowo-zasuwowe wiatrownice oraz elektryczną trakturę gry i rejestrów. W lewej szafie znajdują się piszczałki diatoniczne od C, w prawej – chromatyczne od Cis. Organy wschodnie posiadają dwa charakterystyczne dla budownictwa hiszpańskiego głosy – trąbki hiszpańskie: Tuba Magna oraz Tuba Mirabillis. Są to głosy języczkowe z poziomymi, wystającymi poza obrys szafy rezonatorami w formie wąskich lejków. Stosunkowo niewielkie gabaryty organów wschodnich są w warstwie dynamiki dźwięku zrekompensowane wysokim ciśnieniem powietrza, równoważąc dynamikę organów zachodnich. Stylistyką brzmieniową nawiązują do XIX-wiecznego hiszpańskiego budownictwa organowego.
Dyspozycja organów wschodnich:
| 1. Gedeckt 8′ 2. Diapason 8′ 3. Prestant 4′ 4. Oktawa 2′ 5. Cymbel III–IV 6. Tuba Magna 16′ 7. Tuba Mirabillis 8′ 8. Clairon [harmonic] 4′ |
| Ciśnienie powietrza: 125 mm słupa wody |

### Pozytyw prezbiterialny zachodni
Pozytyw prezbiterialny zachodni umieszczony jest w jednej szafie na emporze narożnikowej półrotundy prezbiterium i lewego skrzydła transeptu. Posiada 7 głosów oraz elektryczną trakturę gry i rejestrów. Nie ma własnego stołu gry; obsługiwany jest z głównego kontuaru w prezbiterium. Stylistyką brzmieniową nawiązuje do XIX-wiecznych organów włoskich.
Dyspozycja pozytywu prezbiterialnego zachodniego:
| 1. Voce umana 8′ [labial, II] 2. Gamba 8′ 3. Aeolina 8′ 4. Vox coelestis 8′ [I] 5. Pryncypał 4′ 6. Fugara 4′ 7. Harmonia Aetheria III |
| Urządzenia dodatkowe: Nachtigall, tremolo Ciśnienie powietrza: 95 mm słupa wody                                                       |

### Pozytyw prezbiterialny wschodni
Pozytyw prezbiterialny wschodni umieszczony jest w jednej szafie na emporze narożnikowej półrotundy prezbiterium i prawego skrzydła transeptu. Posiada 8 głosów oraz elektryczną trakturę gry i rejestrów. Nie ma własnego stołu gry; obsługiwany jest z głównego kontuaru w prezbiterium. Stylistyką brzmieniową nawiązuje flamandzkich organów wczesnobarokowych.
Dyspozycja pozytywu prezbiterialnego wschodniego:
| 1. Gedeckt 8′ 2. Prinzipal 4′ 3. Hohlfloete 4′ 4. Quintade 4′ 5. Dezchen 2′ 6. Zimbel III 7. Regal 8′ 8. Zink 4′ |
| Urządzenia dodatkowe: tremolo                                                                                    |

### Kontuar główny
Główny stół gry umieszczony jest w prezbiterium, za prawym filarem wspierającym kopułę. Jest to największy na świecie kontuar zlokalizowany w budynkach sakralnych. Ma sześć manuałów, klawiaturę nożną, dwa przechyłowe pedały do sterowania dwoma szafami ekspresyjnymi organów zachodnich i południowych, oraz wałek crescendo z możliwością płynnej lub skokowej zmiany dynamiki gry całego instrumentu. Połączony jest ze wszystkimi częściami zespołu organowego za pomocą kablowej sieci komputerowej i systemu MIDI. W konsolach po lewej i prawej stronie manuałów znajduje się 229 przełączników wychyłowych do sterowania głosami, kopulacjami i programowania całego instrumentu.